# 崔哲栄 (野球)
崔 哲栄（チェ・チョルヨン、朝鮮語: 최철영、1977年 7月23日 - ）はKBOリーグに所属していた大韓民国出身の元プロ野球選手（投手）。

## 詳細情報

### 出身学校
- 1993年 - 1996年、慶北高等学校（朝鮮語版）
- 1996年 - 2000年、漢陽大学校 (1996学番)

### 背番号
- 68 （2000年 - 2001年）